# Paratoxopoda similis
Paratoxopoda similis är en tvåvingeart som beskrevs av Ozerov 1993. Paratoxopoda similis ingår i släktet Paratoxopoda och familjen svängflugor.
Artens utbredningsområde är Kongo. Inga underarter finns listade i Catalogue of Life.